# مارسيل دومينغو
مارسيل دومينغو (15 يناير 1924 في فرنسا - 10 ديسمبر 2010 بآرل في فرنسا) (بالفرنسية: Marcel Domingo)‏ هو مدرب كرة قدم ولاعب كرة قدم فرنسي في مركز حراسة المرمى. شارك مع منتخب فرنسا لكرة القدم ومنتخب كاتالونيا لكرة القدم. أما مع النوادي، فقد لعب مع أتلتيكو مدريد وأولمبيك مارسيليا وإسبانيول ونادي فرنسا ونادي نيس.

## وصلات خارجية
- مارسيل دومينغو على موقع قاعدة بيانات كرة القدم.إي يو (الإنجليزية)
- مارسيل دومينغو على موقع ناشيونال فوتبول تيمز (الإنجليزية)
- مارسيل دومينغو على موقع عالم كرة القدم.نت (الإنجليزية)